# Pierre Guiraud
'Pierre Guiraud fue un lingüista francés, nacido en 1912, y fallecido en 1983, autor de un importante y original obra: en particular se ha publicado un Diccionario de etimologías oscuras, un diccionario erótico, libros sobre François Villon, el estilo y Gros, es decir, el pueblo francés, de argot, juegos de palabras... Autor de una obra sobre semiótica general publicado en su versión original en francés en 1971 y publicado en español con el título La Semiología en 1972 por Siglo XXI Editores, obra en la que expone la noción de las 'funciones semiológicas', particularmente importante por su desarrollo de los conceptos de atención y participación.
Fue profesor de lingüística en la Universidad de Niza, donde tuvo como alumno a Jean-Louis Calvet

## Algunas publicaciones
- Langage et versification d'après l'œuvre de Paul Valéry, Klincksieck, 1953
- Index des mots des 'Cinq grandes odes' de Paul Claudel, Klincksieck, 1954
- Les caractères statistiques du vocabulaire, Presses universitaires de France, 1954
- La stylistique: lectures choisies, Presses universitaires de France, 1954; La estilística, Nova, 1956
- Structures étymologiques du lexique français, Larousse, 1967
- Le jargon de Villon ou le gai savoir de la coquille, Gallimard, 1968
- Les mots savants, Que sais-je?, 1968
- Essais de stylistique, Klincksieck, 1969
- Le testament de Villon ou le gai savoir de la basoche, Gallimard, 1970
- La sémiologie, Presses Universitaires de France, 1971; La semiología, Siglo XXI, México, 2006.
- Les mots étrangers, Que sais-je?, 1971
- Patois et dialectes français , Que sais-je?, 1971
- L'étymologie, Que sais-je?, 1972
- Le moyen français, Que sais-je?, 1972
- L'argot, Que sais-je?, 1973
- Les locutions françaises, Que sais-je?, 1973
- L'ancien français, Que sais-je?, 1975
- Les jeux de mots, Que sais-je?, 1976
- Sémiologie de la sexualité, Payot, 1978
- Dictionnaire érotique, Payot, 1978
- Dictionnaire des étymologies obscures, Payot, 1982
- El lenguaje del cuerpo, Fondo de Cultura Económica, México, 1986.